# Hillsborough (Prince Edward Island)
De Hillsborough (Engels: Hillsborough River; ook East River genoemd) is een rivier in de Canadese provincie Prince Edward Island. De rivier ontspringt in het noorden van het eiland en stroomt in zuidwestelijke richting tot aan zijn monding in de haven van de provinciehoofdstad Charlottetown. De Hillsborough heeft een meanderlengte van 45 km, waarvan 12 km uit estuarium bestaat.